# St. Petrus (Tegernbach)

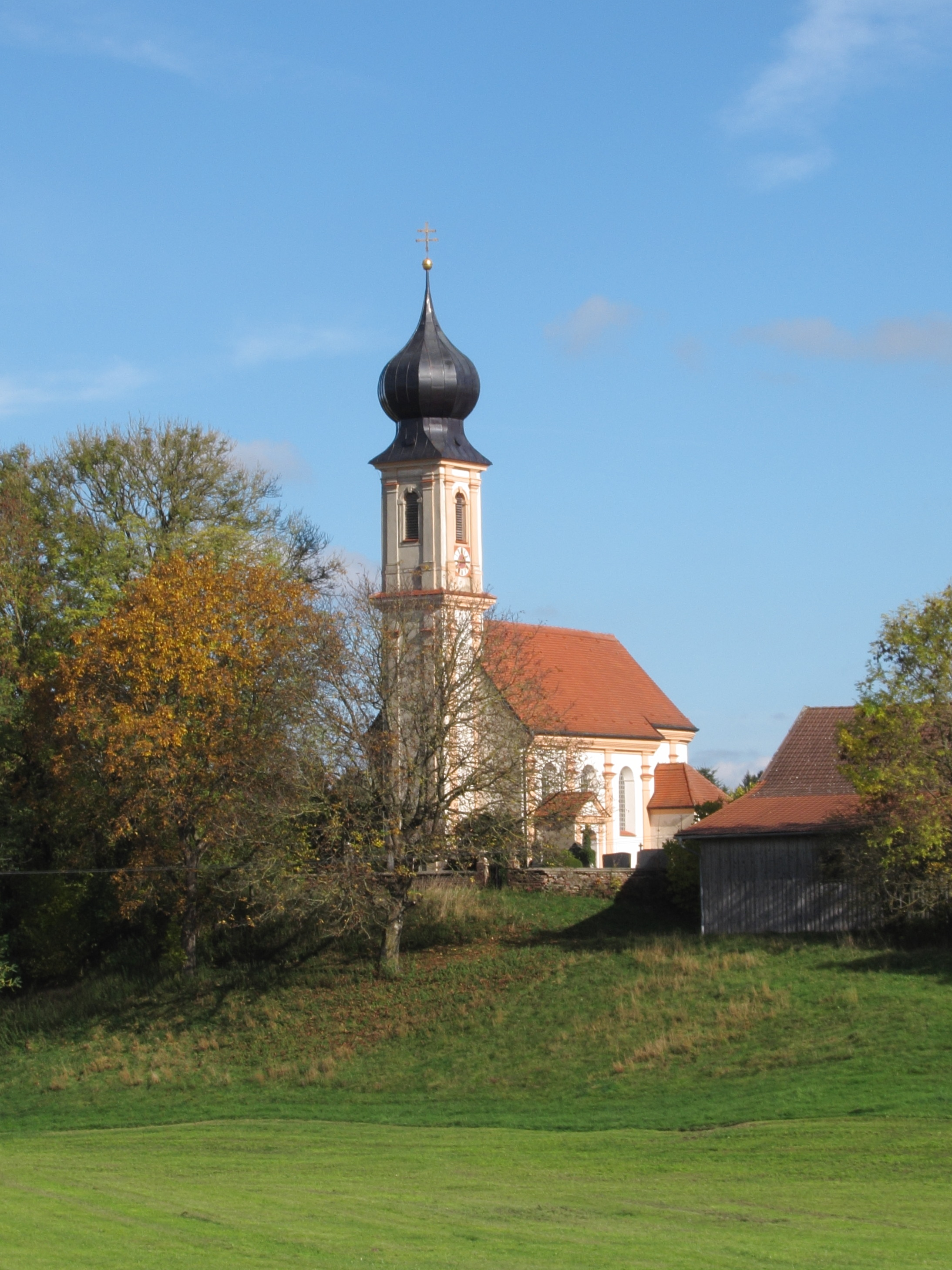
Kirche St. Petrus in Tegernbach

Innenansicht

Die römisch-katholische Filialkirche St. Petrus in Tegernbach, einem Gemeindeteil von Taufkirchen im oberbayerischen Landkreis Erding, wurde 1729 errichtet. Die barocke Kirche ist ein geschütztes Baudenkmal.

## Beschreibung
Der Saalbau mit leicht eingezogener Apsis, angefügter Sakristei und Zwiebelturm, ist das letzte Werk des Erdinger Baumeisters Anton Kogler. Die Fassade wird von Pilastern gegliedert. Eine Stichkappentonne über Pilastern deckt den Innenraum.
Ein Decken- und Wandgemälde von Franz Albert Aiglsdorfer aus dem Jahr 1739 stellt die Petrus- und Sebastianslegende dar.
Die Kanzel mit gedrehten Säulen ist aus der Zeit um 1710. Der neuromanische Hochaltar  wurde 1865 gefertigt.